# 3254 Бус
3254 Бус (3254 Bus) — астероїд головного поясу, відкритий 17 жовтня 1982 року.
Тіссеранів параметр щодо Юпітера — 3,030.